# Février 1845

## Événements
- 1er février, France : Salvandy succède à Villemain à l'Instruction publique.

- 3 février : Karl Marx est sommé de quitter Paris par Guizot à cause de ses activités révolutionnaires. Il se réfugie à Bruxelles où il organise et dirige un réseau de groupes révolutionnaires dispersés à travers l’Europe et connus sous le nom de Comités de correspondance communistes.

- 6 février : réception de Prosper Mérimée à l'Académie française.

- 10 février, France : Juliette Drouet s'installe au 12 de la rue Saint-Anastase.

- 22 février :
  - La Compagnie anglaise des Indes orientales achète les districts de Serampore, de Hooghly et de Ballassor au roi Christian VIII de Danemark, mettant fin à la présence danoise aux Indes.
  - Chateaubriand a terminé les Mémoires d'outre-tombe.

- 23 février, France : ordonnance du Roi portant autorisation de la Compagnie du chemin de fer de Paris à Sceaux.

- 27 février : à l'Académie française : discours de Victor Hugo en réponse au discours de réception de Sainte-Beuve.

- 28 février : paix de Ponche Verde au Brésil. La révolution des Farroupilha est écrasée après dix ans de luttes par les armées de Pierre II du Brésil, conduites par le duc de Caxias. La République Juliana rejoint l'empire du Brésil.

## Naissances
- 13 février : Matilde De Fassi, acrobate équestre italo-espagnole († 23 septembre 1918).
- 15 février : Émile Cartailhac (mort en 1921), préhistorien français.
- 16 février : François-Virgile Dubillard, cardinal français, archevêque de Chambéry († 1er décembre 1914).

## Décès
- 17 février : Joseph Lakanal, homme politique français (° 1762).